# Václav Prchlík
Václav Prchlík (25. srpna 1922 Stráž nad Nežárkou – 16. března 1983 Praha) byl český a československý generál, politik Komunistické strany Československa a poúnorový poslanec Národního shromáždění ČSSR a Sněmovny lidu Federálního shromáždění. Představitel reformního proudu v KSČ a armádě během pražského jara. Po roce 1968 za normalizace politicky pronásledován a vězněn.

## Biografie
Vystudoval reálné gymnázium. Za druhé světové války byl aktivní v odboji a podílel se na partyzánských aktivitách v rodném kraji. V letech 1945–1949 působil jako úředník podniku ČKD Stalingrad v Praze. Od roku 1945 byl členem KSČ. V roce 1949 působil v Československé armádě jako důstojník pověřený politickou prací. V letech 1949–1950 absolvoval Vojenskopolitické učiliště Josefa Hakena a v červnu 1950 byl vyřazen v hodnosti nadporučíka. Následoval velmi rychlý hodnostní postup, kdy v říjnu 1954 je již plukovníkem. V letech 1955–1958 byl náměstkem ministra národní obrany a v letech 1956–1968 náčelníkem Hlavní politické správy ČSLA. Od roku 1956 měl hodnost generálmajora, od roku 1962 generálporučíka a roku 1.5.1990[zdroj⁠?!] byl povýšen do hodnosti generálplukovníka in memoriam.
11. sjezd KSČ ho zvolil za člena Ústředního výboru Komunistické strany Československa. 12. sjezd KSČ a 13. sjezd KSČ ho ve funkci potvrdil.
Ve volbách roku 1960 byl zvolen za KSČ do Národního shromáždění ČSSR za hlavní město Praha. Mandát obhájil ve volbách v roce 1964. V Národním shromáždění zasedal až do konce jeho funkčního období v roce 1968.
K roku 1968 se profesně uvádí jako důstojník z obvodu Praha-Dejvice.
Během pražského jara patřil mezi hlavní představitele reformního proudu v KSČ. Na přelomu let 1967-1968 se postavil proti plánu některých armádních špiček na zásah na podporu Antonína Novotného. Od února do července 1968 pak zastával post vedoucího 8. (státně-administrativního) oddělení ÚV KSČ a pracoval na nové obranné doktríně ČSSR, v níž mělo Československo hrát samostatnější roli než dosud. 15. července 1968 vystoupil na tiskové konferenci s kritikou sovětské armády, která protahovala svůj odsun z území ČSSR po skončení vojenského cvičení Šumava, a kritizoval některé aspekty fungování Varšavské smlouvy.
Jeho politická kariéra skončila po invazi vojsk Varšavské smlouvy do Československa za počínající normalizace. 26. září 1969 byl vyloučen z ÚV KSČ. Po federalizaci Československa usedl ještě roku 1969 do Sněmovny lidu Federálního shromáždění (volební obvod Trutnov), kde ale setrval jen do října 1969, kdy byl vydán k trestnímu stíhání a zbaven poslaneckého mandátu.
V listopadu 1969 byl degradován (zbaven vysokých vojenských hodností). V roce 1971 odsouzen za vyzrazení vojenského tajemství ke třem letům vězení. Po odvolání byl trest snížen na 22 měsíců.